# Aime Maripuu
Aime Maripuu (bis 1960 Aime Kõrma, seit 1974 mit bürgerlichem Namen Aime Prand, * 25. Dezember 1934 in Tallinn) ist eine estnische Schriftstellerin und Kinderbuchautorin.

## Leben und Werk
Maripuu machte 1953 ihr Abitur und studierte von 1953 bis 1958 am Tallinner Polytechnikum, das sie als Elektroingenieurin verließ. Danach arbeitete sie bis 1986 in ihrem Beruf und schrieb nebenher Kinderbücher sowie Erzählungen für Erwachsene.
Sie debütierte 1966 in einer Zeitschrift für Kinderliteratur und behandelte in ihren Novellensammlungen (1971, 1974) vorwiegend starke Frauen, die keinen ebenbürtigen Partner finden. Die Kritik war freundlich, aber verhalten, und hätte sich beispielsweise hier und da eine Überarbeitung der zuvor schon in Zeitschriften erschienenen Novellen gewünscht.
Maripuu verfasste auch Hörspiele, die im estnischen Rundfunk inszeniert wurden.

## Bibliografie
- Majas rappuvad seinad. Jutustused ('Im Haus schwanken die Wände. Erzählungen'). Tallinn: Eesti Raamat 1971. 143 S.
- Ma küsin. Jutustused ('Ich frage. Erzählungen'). Tallinn: Eesti Raamat 1974. 151 S.

### Kinderbücher
- Metsarahval omad jutud ('Das Waldvolk hat seine eigenen Geschichten'). Tallinn: Eesti Raamat 1975. 49 S.
- Mets tare taga ('Der Wald hinterm Bauernhof'). Tallinn: Eesti Raamat 1976. 72 S.
- Jäljed ümber järve ('Spuren um den See'). Tallinn: Eesti Raamat 1978. 47 S.
- Paganamaa legend ('Die Legende vom Heidenland'). Tallinn: Eesti Raamat 1980. 84 S.
- Jõgi ei peatu kunagi ('Der Fluss hält nie an'). Tallinn: Eesti Raamat 1984. 96 S.
- Oota järgmise hommikuni ('Warte bis zum nächsten Morgen'). Tallinn: Eesti Raamat 1989. 140 S.
- Maarjamäe lossi kummitused ja teised kummalised lood ('Die Gespenster von Schloss Maarjamäe und andere merkwürdige Geschichten'). Tallinn: Eesti Raamat 2008. 140 S.
- Miks rähnipojad alailma karjuvad ('Warum die jungen Spechte ewig schreien'). Tallinn: TEA Kirjastus 2011. 29 S.

### Hörspiel (deutsch)
- 1985: Die Stimmen der Möwen – Regie: Ulrich Voß (Original-Hörspiel – Rundfunk der DDR)

Quelle: ARD-Hörspieldatenbank

## Sekundärliteratur
- Mall Jõgi: Sellieksam seljataga, in: Looming 11/1971, S. 1741–1743.
- V. Krimm: Lood elu võõraslastest, in: Keel ja Kirjandus 2/1972, S. 113–115.
- Ilmar Kopso: Heitluste kütkes, in: Looming 12/1974, S. 2097–2099.